# Judar Pasja
Judar Pasja (Arabisch: جؤذر باشا), geboren als Diego de Guevera (Cuevas del Almanzora, ca. 1562 – Marrakesh, 1606) was een Spaans-Marokkaans militair die diende onder sultan Ahmad I al-Mansur en geld als de veroveraar van het West-Afrikaanse Songhairijk.

## Biografie
Judar werd geboren in Cuevas del Almanzora en werd als kind gevangen genomen door kapers. Hij werd gecastreerd en opgevoed als een eunuch in het koninklijke paleis in Marrakesh. Als eunuch werkte hij in eerste instantie als belastinginner, maar door zijn energie, organisatorische vermogen en zijn meedogenloosheid om het vertrouwen van zijn meester te winnen kon hij uitgroeien tot de leider van het Andalusische contigent van het leger. In 1590 stelde sultan Ahmad I al-Mansur hem aan tot de generaal van het leger dat het Songhairijk moest veroveren.
In november van dat jaar vertrok Judar met zijn leger en karavaan uit Marrakesh. Het kostte hen 135 dagen om de Sahara over te steken. Ongeveer de helft van zijn troepen was Judar al aan het woestijnzand verloren voor hij de wapens opnam. Op 13 maart 1591 vond de Slag bij Tondibi plaats waar Judar het haastig samengeraapte leger van Askia Ishaq II wist te verslaan. Judar trok vervolgens Gao binnen, maar zijn leger raakte daar gedemoraliseerd door het gebrek aan rijkdom dat kon worden geplunderd. Ishaq II probeerde Judar tot een bestand te bewegen en hij stuurde dit voorstel door naar sultan al-Mansur met de mededeling dat de Songhai niet zo rijk waren als gedacht.
Nadat al-Mansur dit bericht kreeg onthief de sultan Judar van zijn commando, omdat de sultan boos was dat Judar niet zoals afgesproken het land had bezet. Al-Mansur benoemde vervolgens Mahmud Zarqun Pasja tot de commandant en Judar zou als zijn assistent optreden. Toch zou Mahmud het niet lang in de regio uithouden en de sultan zou diverse pasja's naar de regio sturen, maar velen van hen kwamen voortijdig aan hun einde, waarschijnlijk door toedoen van Judar. In 1599 werd Judar eindelijk teruggeroepen naar Marokko en hij keerde met een rijke karavaan huiswaarts.
Nadat al-Mansur in 1603 overleed brak er een burgeroorlog tussen de zoons van al-Mansur en tijdens deze strijd werd Judar in Marrakesh onthoofd in opdracht van Moulay Abdallah, een kleinzoon van de overleden sultan.